# Paranthropus robustus
Paranthropus robustus eller Australopithecus robustus är en fossil förmänniska från Sydafrika. Den upptäcktes av Robert Broom i Swartkrans i Sydafrika 1938, och levde för 2,0–1,2 miljoner år sedan. Forskare är ej eniga om ifall arten bör placeras i släktet Australopithecus eller tillsammans med arterna P. aethiopicus och P. boisei i släktet Paranthropus. Hypotesen om att Paranthropus robustus har utvecklats ur Australopithecus, som bland annat förespråkas av Friedemann Schrenk, grundas på  de fossil som hittills har hittats.  

## Forskningshistorik

### Upptäckten
Det första fossilet en partiell skalle inklusive en del av käkbenet (TM 1517) av Paranthropus robustus hittades i juni 1938 av skolpojken Gert Terblanche i ett stenbrott i dalgången Kromdraai i Sydafrika. Han gav kvarlevorna till den sydafrikanska naturvårdaren Charles Sydney Barlow, som sedan vidarebefordrade dem till den sydafrikanska paleontologen Robert Broom. Broom började undersöka platsen och hittade några veckor senare en höger distal humerus (den nedre delen av överarmsbenet), en proximal höger ulna (övre delen av ett underarmsben) och ett distalt falangben i stortån, som han menade hade tillhört TM 1517. Han noterade att  fossilen från Kromdraai var särskilt robusta jämfört med andra fynd.  I augusti 1938 klassificerade Broom dessa fossilfynd i ett nytt släkte, som Paranthropus robustus.  Ordet Paranthropus härstammar från den antika grekiska παρα para, bredvid eller jämte; och άνθρωπος ánthropos, människa. 

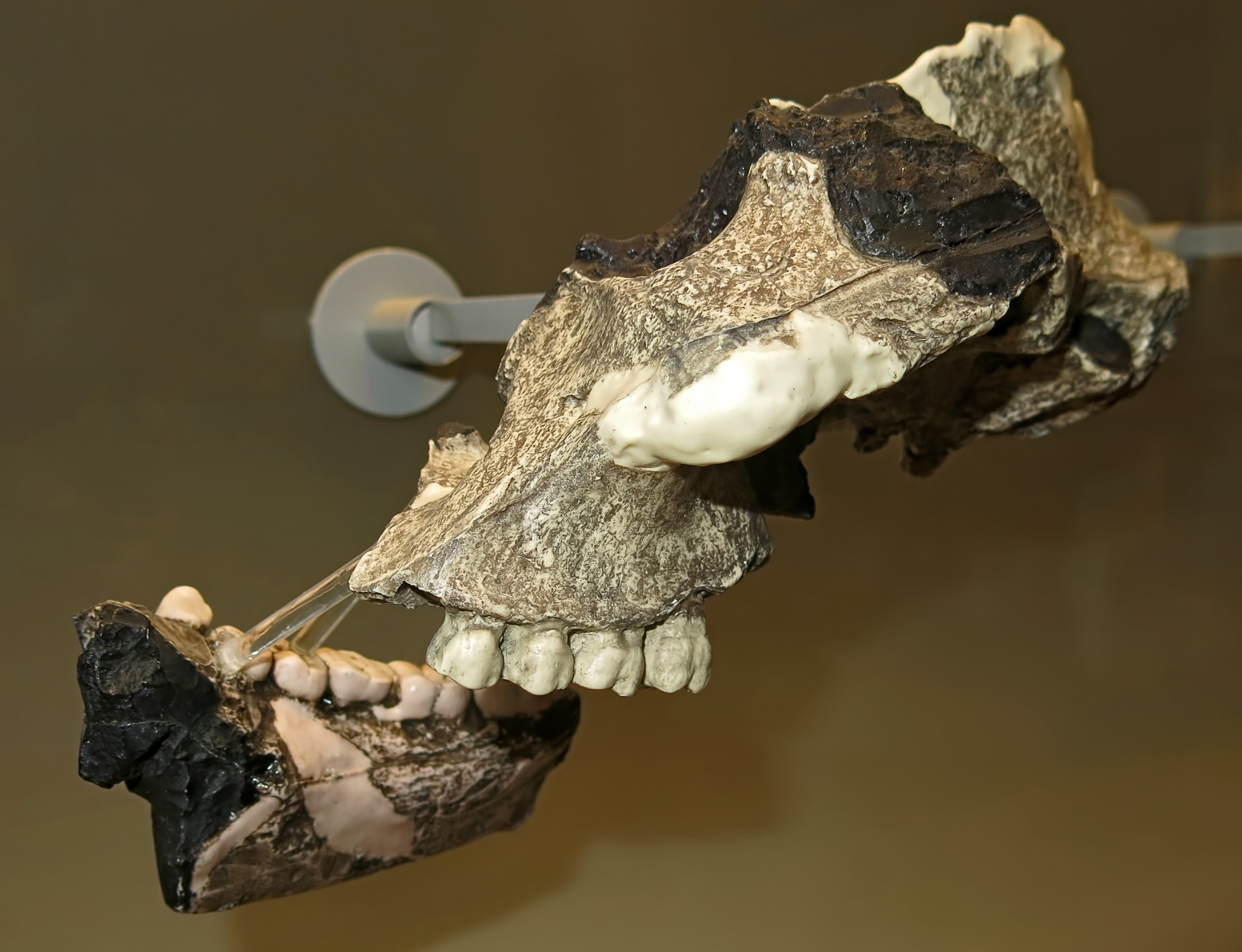
Avgjutning av ansiktet hos TM 1517, holotypen för P. robustus.

### Ytterligare fynd
Under de följande två åren hittades fler nästan kompletta skallar i grottan Swartkrans. Först, 1949, hittades fossilet med beteckningen SK 79, som var starkt krossat i sedimenten och därför hade lägre vetenskapligt värde. Den 30 Juni 1950, under sprängningsarbete i grottan, hittades en förhållandevis fullständigt bevarad skalle med fossilbeteckningen SK 48. Detta fynd innehöll i överkäken fortfarande en hörntand, två premolarer och totalt fem molarer. Skallen med sin crista sagittalis, starka okbensbågar och det nedsänkta näsområdet var viktiga för förståelsen av den karakteristiska morfologin hos de robusta australopithecinerna. Broom ansåg att denna individ var en kvinna. Brooms anatomiska beskrivning som han färdigställde 1951, publicerades postumt i en monografi.
Lagren, där fossilerna som klassificerats som Paranthropus robustus, har inte kunnat dateras absolut. Åldern uppskattas med andra metoder till 1,8 till 1,2 miljoner år baserat på biostratigrafisk datering.
Antropologen Raymond Dart hade 1924 publicerat sin upptäckt av Australopithecus africanus, baserat på fynder från barnskallen från Taung.1936 hade Broom beskrivit Plesianhropus transvaalensis, som nu klassificeras som  A. africanus. Fyndet som kallas Mrs Ples  hittades i Sterkfontein bara 2 km  västerut från Kromdraai. Alla dessa arter daterades till Pleistocen och de hittades i ett och samma lilla område nu kallat mänsklighetens vagga (mans craddle). Broom ansåg att fossilen var bevis på en större mångfald av homininer i pliocen, från vilken de och moderna människor härstammade. 
Arten från Kromdraii hade klassificerat som Paranthropus robustus. Samma art upptäcktes senare vid den närliggande grottan i Swartkrans 1948. P. robustus hade säkert identifierats endast vid Kromdraai och Swartkrans fram till omkring år 2000 då arten rapporterades från andra platser i området mänsklighetens vagga, nämligen vid Sterkfontein, Gondolin, Cooper's och Drimolen grottan. Arten har inte hittats utanför detta lilla område. Inga fossil utanför Afrika är kända. 

#### P. crassidens
1948 beskrev Broom en ny art P. crassidens hittad i de närliggande grottorna vid Swartkrans. Arten baserade han på en käke från en ung individ, med beteckningen SK 6. Swartkrans och Kromdraai daterades till olika tidsintervall baserat på olika djurarter som hittats i dessa grottor. Vid denna tid klassificerades människor och närbesläktade i familjen Hominidae och icke-mänskliga stora apor i Pongidae. 1950 föreslog Broom att  tidiga homininer i skulle klassificeras i underfamiljerna Australopithecinae  omfattande Australopithecus africanus och Plesianhropus transvaalensis, och Paranthropinae innefattande Paranthropus robustus och Paranthropus crassidens och Archanthropinae med  Australophitecus prometheus. Hans system möttes av allmän kritik för att vara för öppet när det gällde att avgränsa nya arter. Fossilen var dåligt daterade och en diskussion om det verkligen fanns flera linjer eller, om det bara fanns en enda som ledde till människor. Broom och den sydafrikanske paleontologen John Talbot Robinson försvarade fortsatt giltigheten av släktet Paranthropus.
Antropologerna Sherwood Washburn och Bruce D. Patterson menade 1951 att Paranthropus  skulle inordnas i Australopithecus. De ville begränsa släktet av homininer till endast Australopitheciner och Homo. Det har sedan varit omstritt om  Paranthropus är en synonym till Australopithecus eller inte.  I en tid med större krav för uppdelning av arter bland homininer (hominintaxa) föreslog Robinson 1954 att P. crassidens var en underart Paranthropus robustus crassidens, och han flyttade den indonesiska arten.  Meganthropus till släktet som Paranthropus palaeojavanicus.Detta blev ifrågasatt av P.Tobias et al.  Meganthropus har sedan dess omklassificerats flera gånger. En tid som en synonym till den asiatiska Homo erectus, kallad Pithecanthropus dubius, sedan till släktet Pongo (orangutanger) och så vidare och diskussionen om Megantthropus fortgår.
1949 hittades en underkäke i Swartkrans grottan som Broom och Robertson preliminärt beskrev som mellanliggande mellan en av apmänniskorna och äkta homo. De klassificerade käken som ett nytt släkte och en ny art Telanthropus capensis. De flesta reaktioner från andra paleontologer föredrog att synonymisera T. capensis med P. crassidens, vars rester redan var dokumenterade i grottan. 1957 flyttade den italienska biologen Alberto Simonetta den till släktet Pithecanthropus  och Robinson bestämde sig för att synonymisera den med Homo erectus vilket snabbt sattes i tvivel Idag på 2000-talet har P. crassidens fallit ur bruk till förmån för Paranthropus robustus. Den amerikanska paleoantropologen Frederick E. Grine är den främsta motståndaren till synonymisering av de två arterna.

#### Gigantopithecus
År 1939 antog Broom att P. robustus var nära besläktad med den liknande stortandade apan Gigantopithecus från Asien (utdöda apor var främst kända från Asien vid den tiden) och trodde att Gigantopithecus hade varit en hominin. Främst påverkad av åsikterna från mitten av århundradet från antropologen Franz Weidenreich och paleontologen Ralph von Koenigswald att Gigantopithecus var den direkta förfadern till den asiatiska H. erectus eller nära besläktad. Därefter följde mycket lång debatt om huruvida Gigantopithecus var en hominin eller en icke-mänsklig apa.
1972 föreslog Robinson att inkludera Gigantopithecus i släktet Paranthropinae, med miocena pakistanska G. bilaspurensis (nu heter den Indopithecus) som förfader till Paranthropus och den kinesiska Gigantopithecus blacki. Han trodde också att de båda hade en massiv byggnad. Däremot beskrev han att A. africanus var klent byggd. Robinsson kallade Australopithecus  för Homo africanus och spekulerade i att den hade vissa kulturella drag och förmåga att jaga. Han menade att arten var medlem i den mänskliga härstamningen och att parantropiner saknade dessa förmågor. Användningen av kladistik i slutet av 1970-talet till 1980-talet, och bättre kunskaper om hur miocena apor är besläktade med senare apor, avlägsnade Gigantopithecus från Homininae och den placeras nu i underfamiljen Ponginae med orangutanger..

#### Paranthropus boisei

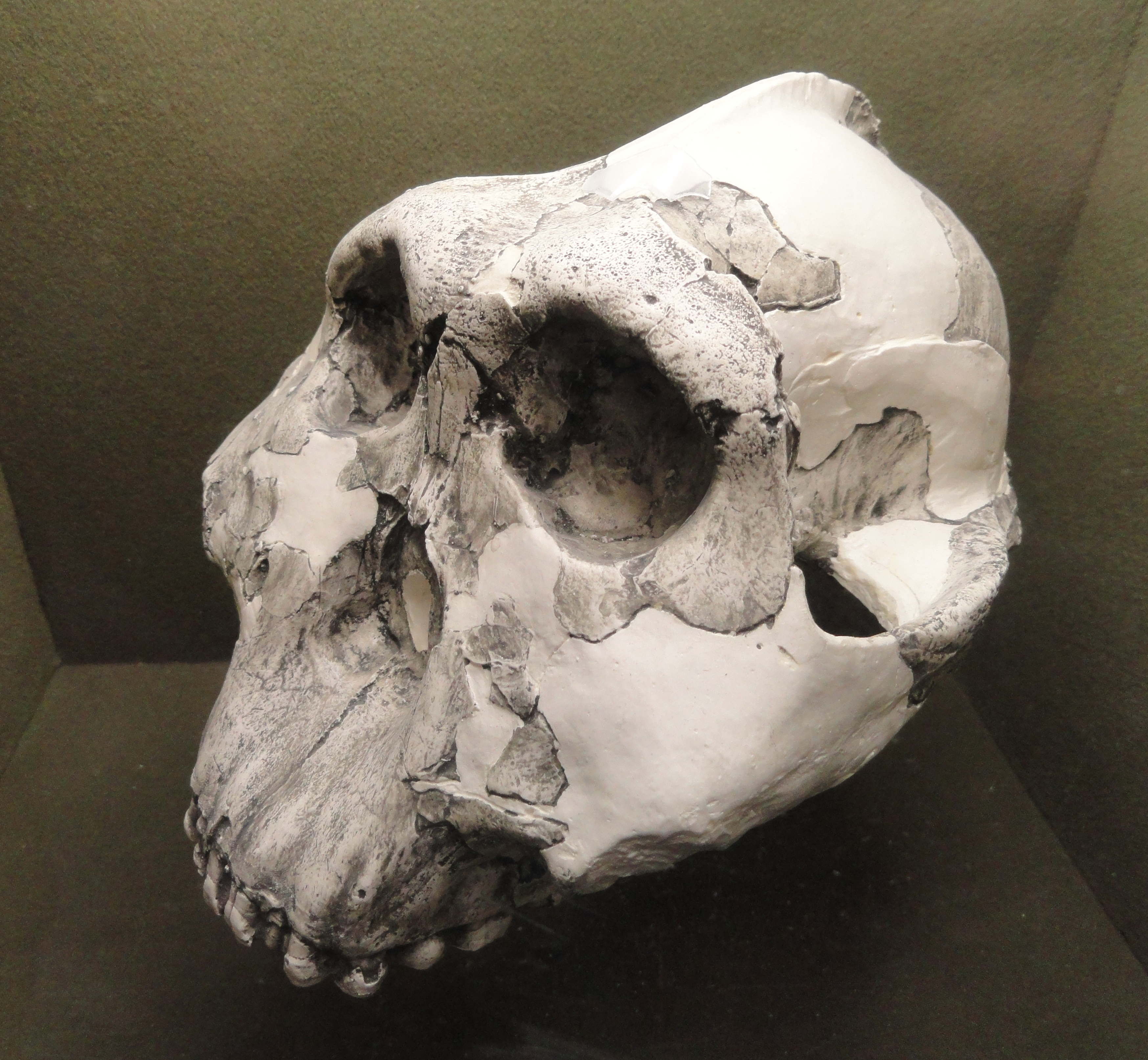
OH 5 (rekonstruerad skalle ovan) gjordes av holotypen av den andra arten av Paranthropus, Paranthropus boisei.

År 1959 upptäcktes en annan och robustare art i Östafrika, Paranthropus boisei, och 1975 visade sig skallen KNM-ER 406 klassificerad som Paranthropus bosei ha varit samtida med skallen KNM ER 3733 klassificerad som Homo erectus (alltså en mänsklig förfader). Detta anses i allmänhet för att visa att Paranthropus var en systertaxon till Homo, båda troligen utvecklade från släktet  Australopithecus.
År 1979, ett år efter att ha beskrivit Australopithecus afarensis från Östafrika, föreslog Donald Johanson och Tim D. White att A. afarensis var den sista gemensamma förfadern mellan Homo och Paranthropus, och att A. africanus var den tidigaste medlemmen av släktet Paranthropus – eller åtminstone var förfäder till P. robustus. Detta eftersom A. africanus levde Sydafrika före P. robustus.  A. afarensis var då den äldsta kända homininarten daterad till 3,5 miljoner års ålder.   I nutid har den tidigast kända sydafrikanska australopithecinen  som kallas Little Foot daterats till 3,67 miljoner års ålder och var samtida med A. afarensis. Ursprunget för P. robustus är fortfarande en olöst fråga.
Det antogs länge att om Paranthropus är ett giltigt släkte så var Paranthropus robustus en förfader till Paranthropus boisei, men efter fyndet 1985 av den 2,5 miljoner år gamla östafrikanska skallen KNM WT 17000, som de klassificerade som en ny art som de gav namnet Australopithecus aethiopicus anser många antropologer att denna art var förfäder till Austraopithecus boisei. Walker och Leakey ansåg att Paranthropus var synonymt med Australopithecus. Om detta är riktigt är Boisei äldre  än Robustus.
En särskilt välbevarad skalle med beteckningen DNH 7 hittades 1994 i karstgrottorna i Drimolen också i Sydafrika. Andra viktiga senare fyndplatser är Coopers grotta nära Swartkrans och Gondolini nordvästprovinsen i Sydafrika. 

## Anatomi
På grund av de upphittade fossilen antas att Paranthropus robustus var 1,10 till 1,30 meter lång och 40 till 80 kilogram tung. Den massiva skallen är avplattad nästan utan panna och hade stora förtjockningar vid ögonbrynen. Framtänderna var jämförelsevis små men kindtänderna väldigt stora. De flesta fossil hade en hjässkam (Crista sagittalis). På grund av dessa kännetecken förmodas att arten främst levde av grova födoämnen. Hjärnans genomsnittliga storlek beräknades med 515 cm³ som är cirka 100 cm³ större än hos dagens schimpanser. Tillsammans med några fossil hittades ben av andra djur som troligen användes för att gräva i marken.

### Huvud och skalle
Kännetecknande för Paranthropus,  och P. robustus är de stora tänderna efter hörntanden med ovanligt stora kindtänder, medan framtänder och hörntänder är  människostora. Premolarerna är formade som molarer. Emaljtjockleken på kindtänderna är relativt i nivå med den hos moderna människor, även om tandemaljen på kindtänderna blir tjockare särskilt vid spetsarna av tanduddarna, medan den hos människor är tjockare vid basen av uddarna.
P. robustus har ett långt ansikte med lätt prognatism (käken skjuter ut något). Hanarnas skallar har en väldefinierad   hjässkam på mittlinjen av huvudskålen och förstorade kindben, vilket gav stöd åt massiva tinningsmuskler som är viktiga vid bett och tuggning. Kinderna skjuter så långt från ansiktet att näsan, när den ses uppifrån, verkar sitta i en håla vilket ger ett skålformat ansikte. Detta förskjuter ögonhålorna något framåt, vilket orsakade en svag ögonbrynsbåge och sluttande panna. De förstorade kinderna skulle också ha orsakat att tuggmuskeln rör sig framåt och skjutit tillbaka tandraderna, vilket skulle ha skapat en högre bettkraft på premolarerna. Käkbenets ramus, som förbinder underkäken med överkäken, är lång, vilket skulle ha ökat hävarmen i tuggningen och tuggmusklerna kunde ytterligare ökar bettkraften.
Den väldefinierade hjässkammen (sagital crest) och förstorade kinderna saknas i den förmodade kvinnliga skallen DNH-7, så Keyser föreslog att manlig P. robustus kan ha varit tyngre byggd än kvinnor P. robustus var sexuellt dimorf det vill säga hanar och honor hade olika kroppsbyggnad.  Drimolen-materialet, som är äldre är jämförelsevis mer gracilt och hade följaktligen förmodligen en mindre bitkraft än de yngre P. robustus exemplaren från Swartkrans och Kromdraii  Ögonhålan på den förra är också avrundade snarare än kvadratiska, och hjässkammen på den förmodade manliga DNH 155 sitter mer placerad mot baksidan av huvudet.
De bakre halvcirkelformade kanalerna i innerörat på SK 46 och SK 47 skiljer sig från de hos apliknande Australopithecus och Homo, vilket tyder på olika rörelsevanor och rörelsemönster med huvudet. Innerörats anatomi påverkar det vestibulära systemet (balanssinnet). De bakre halvcirkelformade kanalerna hos moderna människor tros hjälpa till med stabilisering under löpning, vilket kan betyda att P. robustus inte var en uthållighetslöpare.

#### Hjärna
Efter att ha beskrivit arten uppskattade Broom volymen av det fragmentariska hjärnskålen av TM 1517 som 600 kubikcentimeter. Han, och den sydafrikanska antropologen Gerrit Willem Hendrik Schepers, reviderade detta till 575–680 cc 1946. Som jämförelse varierade hjärnvolymen hos samtida Homo från 500 till 900 cc. Ett år senare kommenterade Wilfrid Le Gros Clark, att eftersom endast en del av det temporala benet på ena sidan är känt, kan hjärnvolymen inte uppskattas exakt för detta fossil.  2001 framförde den polska antropologen Katarzyna Kaszycka att Broom ganska ofta lämnat överdrivna mått på hjärnstorleken för tidiga homininer, Den verkliga storleken var betydligt lägre.
1972 mätte den amerikanska fysiska antropologen Ralph Holloway hjärnskålen hos SK 1585, som saknar en del av frontbenet. Han rapporterade en volym på cirka 530 cc. Han noterade också att Paranthropus, jämfört med andra australopitheciner, verkar ha haft en expanderad lillhjärna som Homo, vilket liknar Phillip Tobias slutsatser när han studerade skallar av P. boisei  1967.  År 2000 beräknade  Dean Falk och kollegor volymen hos SK 1585 med hjälp av andra fossil KNM-ER 407, OH 5 och KNM-ER 732. Deras resultat blev hjärnvolymen cirka 476 cc. De uppgav också att den övergripande hjärnans anatomi av P. robustus var mer lik icke-mänskliga apor. År 2020 upptäcktes den nästan kompletta skallen DNH 155 och den uppmättes ha haft en hjärnvolym på 450 cc.

#### Blodkärl
Roger Saban studerade 1983 SK 1585 (P. robustus fossil) och KNM-ER 407 (P. boisei, som han benämnde robustus). Han fann då  att hjässgrenen i den mellersta tinningartären härstammar från den bakre grenen av tinningartären i P. robustus och P. boisei, istället för den främre grenen som i tidigare homininer. Han ansåg att detta vara en härledd egenskap på grund av ökad hjärnkapacitet.  Det har sedan visats att, åtminstone för P. boisei, kan parietalgrenen härröra från antingen de främre eller bakre grenarna, ibland från båda i ett enda exemplar på motsatta sidor av skallen.
När det gäller venerna under duran (hårda hjärnhinnan)  föreslog Falk och antropologen Glenn Conroy 1983 att, till skillnad från A. africanus eller moderna människor, hade alla Paranthropus (och A. afarensis) större kärl i nacken och runt foramen magnum, vilket helt ersatte de tvärgående och sigmoidala venerna. De föreslog att anatomin skulle ha gett ett ökat blodflödet till den inre ryggradens interna venösa kärl eller till den inre halsvenen. De menade att därmed var de relaterade till omorganisationen av blodkärlen som försörjer huvudet, som ett omedelbart svar på upprätt gång, men att utvecklingen inte behövdes senare med mera anpassning till upprätt gång. 1988 visade Falk och Tobias att tidiga homininer (åtminstone A. africanus och P. boisei) kunde ha både ett marginellt system i nacken  och ett tvärgående (sigmoidalt) system samtidigt eller på motsatta halvor av skallen.

### Torso
Få ryggkotor som hittats har ansetts tillhöra P. robustus. Den enda serien av thorax- och ländryggskotor som bevarats tillhör ett fossil av en ung  individfossilet SKW 14002 och representerar antingen 1:a till 4:e ländkotorna eller 2:a till 5:e. SK 3981 bevarar en 12:e bröstkota (den sista i serien) och en nedre ländkota. Den 12:e bröstkotan är relativt långsträckt, och ledytan (där den förenas med en annan ryggkota) är njurformad. Den tolfte bröstkotan är mer komprimerad i höjd än hos andra australopitheciner och moderna apor.Moderna människor som lider av diskbråck i ryggraden har ofta ryggkotor som liknar schimpansernas mer än friska människor. Tidiga homininkotor liknar dem hos en patologisk människa, inklusive den andra 12:e bröstkotan som är känd för P. robustus, den juvenila SK 853.  SK 3981 har kotor mer lika de hos friska människor, vilket kan förklaras med att SK 3981 är inte en normal kota, eller så  fick ryggkotorna  ett mer mänskligt tillstånd med åldern, eller har ett av dessa exemplar tilldelas fel art.  Formen på ländkotorna är mycket mer lik dem hos turkanapojken  (H. ergaster/H. erectus) och människor än de från andra australopitheciner. Pediklerna (som skjuter ut diagonalt från kotkroppen) i den nedre ländryggen är mer robusta än i andra fossil av australopitheciner och ligger inom människans normala variation, och de tvärgående taggutskotten (som skjuter ut till ryggkotans sidor) var fästen för kraftfulla ligament mellan ilium och ryggen. Dessa kan ha betydelse för hur mycket tid som användes för upprätt gång jämfört med andra australopitheciner.

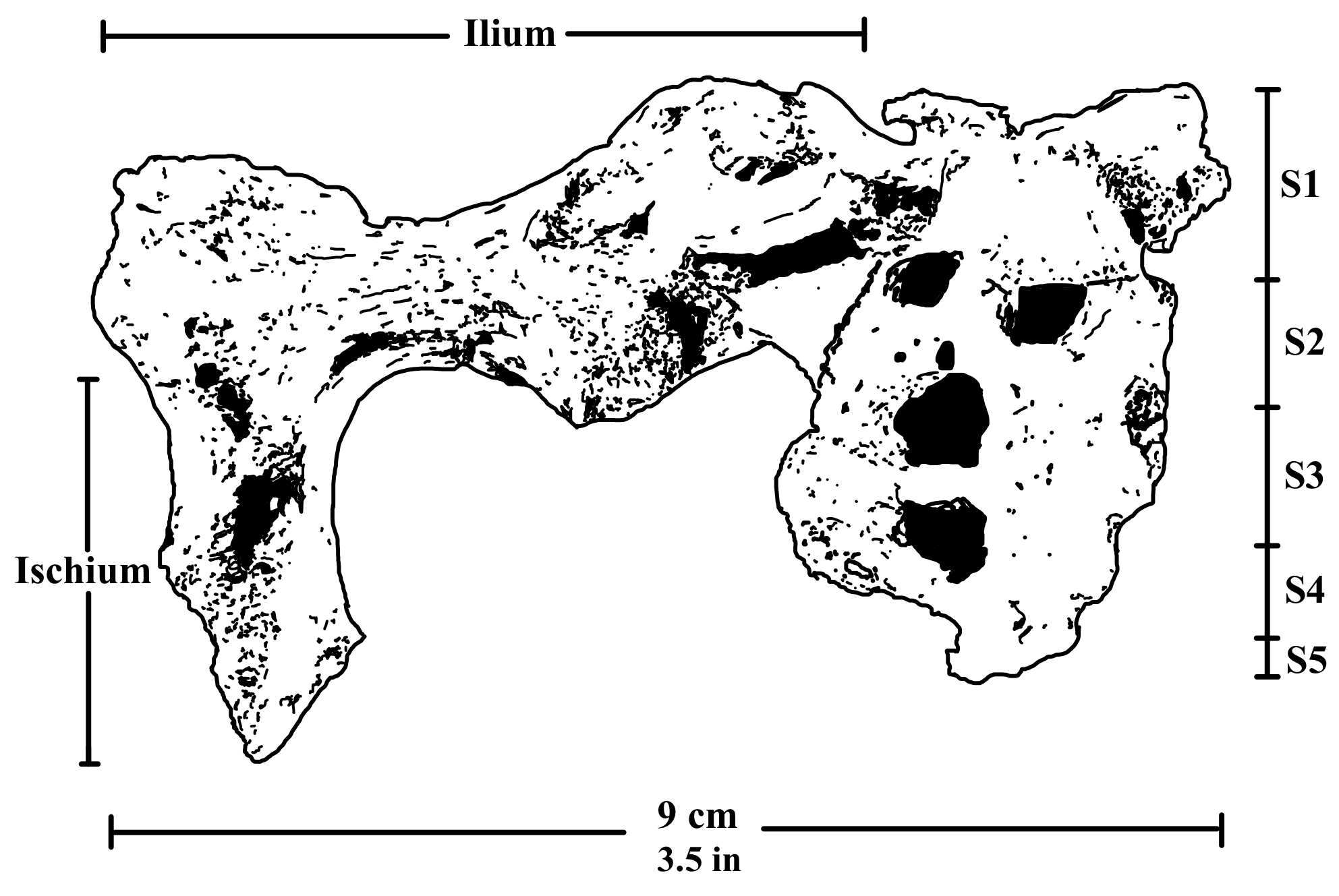
Illustration av bäckenet hod DNH 43 (framifrån)

Bäckenet liknar bäckenen hos A. africanus och A. afarensis, men det har ett bredare iliacblad och mindre acetabulum och höftled. Liksom moderna människor har ilium av P. robustus utveckling av ytan och förtjockning av den bakre övre kammen av iliaca, som är viktiga för att stabilisera korsbenet, och tyder på lumbal lordos (krökning av ländryggskotorna) och därmed på bipedal gång. Anatomin hos korsbenet och den första ländkotan (L1), åtminstone ryggradsbågen är bevarad i DNH 43, liknar de hos andra australopitheciner.  Bäckenet  tyder på en mänskolik höftled som överensstämmer med upprätt gång, även om skillnader i den övergripande bäckenanatomi kan indikera att P. robustus använde andra muskler för att generera kraft och kanske hade en annan mekanism för att rikta kraft upp i ryggraden. Detta liknar anatomin som ses i A. africanus. Detta kan möjligen tydas så att underbenen hade ett större rörelseområde än hos moderna människor.

### Lemmar
Det distala (undre) överarmsbenet hos P. robustus faller inom variationen hos både moderna människor och schimpanser, eftersom det distala delen av benet är ganska likt mellan människor och schimpanser.  Radien på benet av P. robustus är jämförbar i form med arter av Australopithecus,  Leden i handleden hade samma rörlighet som hos moderna människor snarare än den större möjlighet att böjas som finns hos icke-mänskliga apor, men radiiushuvudet  i armbågen verkar ge stabilitet även om underarmen böjdes som icke-mänskliga apor. Det är möjligt att detta tyder på en viss arboreal aktivitet (rörelse i träden) som är omdiskuterad för andra australopitheciner.  SKX 3602 uppvisar kraftiga radiella styloidutskott nära handen som indikerar starka brachioradialismuskler och extensor retinaculae. Liksom hos människor är fingerbenen okrökta och har svagare muskelfäste än icke-mänskliga apor, även om de proximala falangerna är mindre än hos människor. De mellanliggande falangerna är kraftiga och raka som hos människor, men har kraftigare baser och bättre utvecklade fästen för böjsenor. De distala falangerna verkar vara i huvudsak mänskliga. Sammanfattningsvis tyder detta på klättringskapacitet jämfört med icke-mänskliga apor och även jämfört P. boisei.  P. robustus-handen överensstämmer med ett mänskligt precisionsgrepp som skulle ha möjliggjort produktion eller användning av verktyg som kräver större motoriska funktioner än tillverkningen av icke-mänskliga primatverktyg.
Lårbenet, som i P. boisei och H. habilis, är plattat anteroposteriort (på fram- och baksidan). Detta kan indikera sätt att gå som mer liknar tidiga homininer än moderna människor (mindre effektiv gång). Fyra lårben klassificerade som P. robustus – SK 19, SK 82, SK 97 och SK 3121 – uppvisar en uppenbarligen hög anisotrop trabekulär benstruktur (vid höftleden), vilket kan tyda på en minskad rörlighet i höftleden jämfört med icke-mänskliga apor, och förmågan att producera krafter i höften som överensstämmer mera med mänsklig tvåbenthet. Lårbenshuvudet StW 311, som antingen tillhör P. robustus eller tidig Homo, verkar ofta ha brukats i mycket böjda positioner baserat på belastningsmönstren, vilket skulle överensstämma med frekvent klättring. Det är oklart om frekvent hukning kan vara en annan giltig alternativ tolkning.  Texturkomplexiteten hos knäskålen SKX 1084, som återspeglar brosktjocklek och därmed användning av knäleden och upprätt gång, är ett mellanting av moderna människor och schimpanser. Stortåbenet hos P. robustus indikerar en mänsklig fotställning och rörelseomfång, men den mer distala fotleden skulle ha hämmat den moderna mänskliga gångcykeln. P. robustus och H. habilis kan ha uppnått ungefär samma grad av tvåbenthet.

### Kroppsstorlek
Broom hade noterat att fotledsbenet och överarmsbenet av holotypen TM 1517 var ungefär samma dimensioner som hos en modern kvinna av Sanfolket, och antog därför att P. robustus hade människolika proportioner. 1972 uppskattade Robinson att Paranthropus hade en massivare kroppsbyggnad. Han beräknade förhållandet mellan överarmsben och lårben hos P. robustus genom att använda den förmodade kvinnliga överarmsbenet tillhörande STS 7 och jämförde den med det förmodade manliga lårbenet i STS 14. Han var då också tvungen att uppskatta längden på humerus med hjälp av lårbenet. Han antog en liknande grad av sexuell dimorfism mellan P. robustus och människor. Genom att jämföra förhållandet med människor drog han slutsatsen att P. robustus var en kraftigt byggd art med en längd av 140–150 cm och en vikt på 68–91 kg. Robinson beskrev artens rörelseanpassning som en kompromiss mellan upprätthet och anläggning för fyrbent klättring. Däremot uppskattade han att A. africanus, som han kallade Homo africanus, var 1,2–1,4 m långa och vägde bara 18–27 kg, och han trodde att de var helt tvåbenta.
1974 kom den amerikanska paleontologen Stephen Jay Gould och David Pilbeam, som från de tillgängliga skelettelementen trodde på en mycket lättare vikt cirka 40 kg. Henry McHenry  kom 1988 också fram till lättare vikter och menade att sexuell dimorfism var stor för Paranthropus. McHenry plottade kroppsstorlek kontra lårbenshuvudets tvärsnittsarea för ett urval av bara människor och ett urval med alla stora apor inklusive människor, och beräknade linjära regressioner för var och en. Baserat på genomsnittet av dessa två regressioner rapporterade han en genomsnittlig vikt på 47.1 kg för P. robustus med hjälp av proverna SK 82 och SK 97.
1991 utökade McHenry sitt material och försökte uppskatta den levande storleken på  fossil från Swartkrans genom att skala ner dimensionerna hos en genomsnittlig modern människa för att möta ett bevarat ben- eller fotelement. Hhan ansåg att armmätningarna var för varierande bland homininer för att ge bra uppskattningar. I lagren som benämns member 1 och 2 var cirka 35% av P. robustus ben- eller fotprover lika stora som de i en 28 kg människa, 22% lika stora som hos en 43 kg människa och de återstående 43% större än den förra men mindre än en 54 kg människa förutom ett fotledsben beter nummer KNM-ER 1464. I member 3 överensstämde alla individer med en människa på 45 kg.  Mindre vuxna verkar alltså ha varit vanligare.  McHenry uppskattade också kroppslängden på 3 exemplar av P. robustus, manliga SK 82, manliga SK 97 och kvinnliga eller unga individen SK 3155, genom att skala ner en genomsnittlig människa för att möta den uppskattade storleken på de bevarade lårbenen från dessa fossil. Resultatet blev 126 cm, 137 cm och 110 cm i kroppslängd för de olika fossilen. Baserat på bara dessa tre fall rapporterade han en genomsnittlig kroppslängd på 132 cm för P. robustus män och 110 cm för kvinnor. Det är naturligtvis en osäker uppskattning. 
År 2001 uppskattade Randall L. Susman och kollegor, med hjälp av två nyligen upptäckta proximala lårbensfragment från Swartkrans, i genomsnitt 42 kg kroppsvikt för män och 30 kg för kvinnor. Om dessa fyra proximala lårbensfossil SK 82, SK 97, SKW 19 och SK 3121 är representativa för hela arten betyder det att sexuell dimorfism är större än vad som uppvisas hos människor och schimpanser, men mindre än orangutanger och gorillor. Honan P. robustus hade ungefär samma uppskattade vikt som honan av H. erectus i Swartkrans, men de uppskattade hanen av H. erectus som mycket större med 55 kg i kroppsvikt.   
2012 rapporterade Trenton Holliday, som använde samma ekvation som McHenry på 3 exemplar, en genomsnittsvikt på 37 kg med ett intervall på mellan 30 och 43 kg.  2015 uppskattade Mark Grabowski och kollegor, med 9 ingående fossil, i genomsnitt 32,3 kg  i vikt för män och 24 kg för kvinnor.

## Levnadssätt
Fyndplatserna ger upphov till antagandet att Paranthropus robustus levde främst på savannen. På grund av några fossils skick förmodas att den ibland föll offer för större rovdjur.
Tänderna av ett fossil från grottområdet Swartkrans undersöktes med laserstråle. Undersökningen visade att individen levde av olika födoämnen beroende på årstid, tidvis åt den mjuka blad från lövträd och tidvis hårda frön och gräs, liksom dagens savannbabian. Även studien av tre andra fossil visade att Paranthropus robustus troligen inte var specialiserade på fasta födoämnen, som det antagits tidigare.